# 12.ª Divisão de Infantaria (Alemanha)
A 12ª Divisão de Infantaria (em alemão: 12. Infanterie Division) foi uma divisão da Alemanha na Segunda Guerra Mundial, se tornando parte do exército permanente em 1939. A divisão foi destruída durante a ofensiva de verão do Exército Soviético em Grodno no mês de julho de 1944. As unidades restantes da divisão foram usadas para formar a 12. Volksgrenadier-Division. A 12. Volksgrenadier-Division foi destruída no Bolsão de Ruhr no mês de abril de 1945.

## Comandantes
| Comandante                                           | Data                                            |
| 12ª Divisão de Infantaria                            | 12ª Divisão de Infantaria                       |
| ---------------------------------------------------- | ----------------------------------------------- |
| Generalleutnant Wilhelm Ulex                         | 15 de outubro de 1935 - 6 de outubro de 1936    |
| Generalleutnant Albrecht Schubert                    | 6 de outubro de 1936 - 1 de abril de 1938       |
| Generalleutnant Ludwig von der Leyen                 | 1 de abril de 1938 - 10 de março de 1940        |
| General der Artillerie Walther von Seydlitz-Kurzbach | 10 de março de 1940 - 1 de janeiro de 1942      |
| Generalleutnant Karl Hernekamp                       | 1 de janeiro de 1942 - 1 de março de 1942       |
| Generalmajor Gerhard Müller                          | 1 março 1942 - 9 de março de 1942               |
| Generalleutnant Kurt-Jürgen Freiherr von Lützow      | 9 março de 1942 - 11 de julho de 1942           |
| Generalmajor Wilhelm Lorenz                          | 11 de julho de 1942 - 20 de julho de 1942       |
| Generalleutnant Kurt-Jürgen Freiherr von Lützow      | 20 de julho de 1942 - 25 de maio de 1944        |
| General der Artillerie Curt Jahn                     | 25 de maio de 1944 - 4 de junho de 1944         |
| Generalleutnant Rudolf Bamler                        | 4 de junho de 1944 - 27 de junho de 1944        |
| 12. Volksgrenadier-Division                          |                                                 |
| Generalleutnant Gerhard Engel                        | 9 de setembro de 1944 - ?? de novembro de 1944  |
| Generalmajor Günther Rohr                            | ?? de novembro de 1944                          |
| Generalleutnant Gerhard Engel                        | ?? de novembro de 1944 - 28 de dezembro de 1944 |
| Oberst Langhäuser                                    | 1 de janeiro de 1945 - 27 de março de 1945      |
| Generalleutnant Gerhard Engel                        | 27 de março de 1945 - 10 de abril de 1945       |

## Oficiais de Operações
| Oberstleutnant Erich Löhr           | 1939 - fevereiro de 1940                        |
| Major Hermann Teske                 | 5 de fevereiro de 1940 - 1 de novembro de 1940  |
| Oberst Ingo von Collani             | 1 de novembro de 1940 - 24 de dezembro de 1942  |
| Oberstleutnant Horst von Trotha     | 24 de dezembro de 1942 - 1 de fevereiro de 1944 |
| Major Claus Bauer                   | março de 1944 - julho de 1944                   |
| Oberstleutnant Friedrich Burmeister | 10 de agosto de 1944 - 15 de abril de 1945      |

## Linhagem
- Wehrgauleitung Schwerin
- Infanterieführer II
- 12ª Divisão de Infantaria

## Área de operações
| Polônia                        | setembro de 1939 - maio de 1940     |
| França                         | maio de 1940 - junho de 1941        |
| Frente Oriental, Setor Norte   | junho de 1941 - fevereiro de 1943   |
| Frente Oriental, Setor Central | fevereiro de 1943 - junho de 1944   |
| Prússia Oriental               | julho de 1944 - setembro de 1944    |
| Alemanha                       | setembro de 1944 - dezembro de 1944 |
| Ardenas                        | dezembro de 1944 - janeiro de 1945  |
| Alemanha                       | janeiro de 1945 - abril de 1945     |

## História
Esta unidade foi criada em outubro de 1934, em Schwerin, originalmente conhecida como Wehrgauleitung Schwerin. Pouco tempo depois de a unidade ter sido criada, foi dado o nome de Infanterieführer II.
As unidades  regimentais desta divisão foram formados pela expansão do 5. (Preußisches) Infanterie Regiment e do 6. Infanterie Regiment do 2.Division da Reichswehr.
Com o anúncio da criação da Wehrmacht em 15 de outubro de 1935, o nome Infanterieführer II foi abandonada e esta unidade se tornou oficialmente conhecido como o 12ª Divisão de Infantaria.
Na campanha na Polônia, a 12ª Divisão de Infantaria fez parte de Armeekorps Wodrig do 3º Exército, Heeresgruppe Nord, durante o primeiro avanço da Prússia para Varsóvia. Curiosamente, a divisão Artillerie Regiment que fazia parte da Divisão, tinha um comandante honorário, o Comandante em Chefe do Exército alemão, Generaloberst Werner von Fritsch.  Ele morreu devido a ferimentos sofridos em combate durante esta campanha .
Depois de atingir os objetivos na Polônia, a divisão participou em 1940, na campanha da França como parte do do II Corpo de Exército, 4º Exército, oferecendo um apoio notável ao ajudar a parar o exército francês numa desesperada tentativa de cortar o principal corredor de avanço Panzer das tropas alemãs usado para chegar rapidamente para uma posição na costa, esperando aliviar as Pressões das forças britânicas e francesas na Bélgica.
Ainda no II Corpo de Exército, a divisão lutou com 16º Exército, Heeresgruppe Nord, na fase inicial da invasão da Rússia, em junho de 1941, sendo peça essencial para a captura de Dvinsk. Ainda no Norte, em 1942, a divisão era a principal força para aliviar o aprisionamento das tropas do II Corpo de Exército em Demjansk.
O esmagador avanço soviético no verão de 1944, concluiu com a 12ª Divisão de Infantaria cercada em Minsk-Vitebsk pelo Exército Vermelho devido ao colapso do Heeresgruppe Mitte. O Generalleutnant Rudolf Bambler entregou sua divisão para os soviéticos em julho de 1944. Nenhum dos principais elementos da divisão conseguiu escapar da captura. A divisão foi, então, reformada em agosto de 1944 como o 12. Grenadier Division.

## Organização

### Composição Geral
- Regimento de Infantaria 27
- Regimento de Infantaria 48
- Regimento de Infantaria 89
- Regimento de Artilharia 12
- I./Regimento de Artilharia 48
- Aufklärung-Abteilung 12
- Panzer-Jäger-Abteilung 12
- Pionier-Bataillon 12
- Nachrichten-Abteilung 12
- Felderstatz-Bataillon 12
- 12ª divisão de apoio a unidades

## Serviço de Guerra
| Data            | Corpo     | Exército           | Grupo do Exército | Área de Operações          |
| --------------- | --------- | ------------------ | ----------------- | -------------------------- |
| Set 39          | Gkdo. zbV | 3º Exército        | Norte             | Prússia Oriental, Polônia  |
| Dez 39 - Jan 40 | Reserva   |                    | B                 | Siegburg                   |
| Mai 40          | Reserva   | --                 | A                 | Luxemburgo, Maubeuge       |
| Jun 40 - Jul 40 | II        | 4º Exército        | B                 | Somme, Nantes, Vendee      |
| Ago 40          | II        | 6º Exército        | B                 | Oeste da França            |
| Set 40 - Abr 41 | V         | 16º Exército       | A                 | França                     |
| Mai 41          | XXIII     | 15º Exército       | D                 | França                     |
| Jun 41 - Dez 41 | II        | 16º Exército       | Nord              | Prússia Oriental, Demjansk |
| Jan 42 - Dez 42 | II        | 16º Exército       | Nord              | Demjansk                   |
| Jan 43 - Dez 43 | II        | 16º Exército       | Nord              | Demjansk, Nevel            |
| Jan 44 - Fev 44 | IX        | 3º Exército Panzer | Mitte             | Vitebsk                    |
| Mar 44 - Jun 44 | XXXIX     | 4º Exército        | Mitte             | Mogilev, Grodno            |